# Mariusz Handzlik

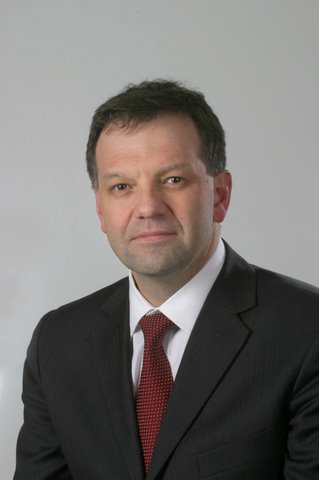
Mariusz Handzlik

Mariusz Handzlik (Bielsko-Biała, 11 juni 1965 - Smolensk, 10 april 2010) was een Poolse diplomaat, politicus, staatsman en secretaris van de Poolse president Lech Kaczyński van 9 oktober 2008 tot aan zijn dood in 2010. Vanaf 1992 werkte hij als adviseur op de afdeling buitenlandse zaken van de minister-president. Sinds 2000 fungeerde hij als directeur en sinds 2001 als adjunct-directeur van de afdeling buitenlandse zaken in Polen.
Hij studeerde af aan de Katholieke Universiteit van Lublin in de richting van de sociologie, gespecialiseerd in internationale betrekkingen.
Handzlik kwam om het leven toen een Pools regeringsvliegtuig nabij de luchthaven van het Russische Smolensk neerstortte.
- Virtual International Authority File: 300146331977118692377